# نوشير جواديا
نوشير شيريارجي جواديا (بالإنجليزية: Noshir Sheriarji Gowadia) (مواليد 11 أبريل 1944) مهندس تصميم سابق وجاسوس مُدان لعدة دول. أُلقي القبض عليه عام 2005، وأُدين لاحقًا بتهم فيدرالية تتعلق بالتجسس الصناعي.
اتُهم جواديا ببيع معلومات سرية إلى الصين وإلى أفراد في ألمانيا وإسرائيل وسويسرا. في 9 أغسطس 2010، أُدين في محكمة مقاطعة هاواي الأمريكية بـ 14 من أصل 17 تهمة موجهة إليه. في 24 يناير 2011، حُكم عليه بالسجن لمدة 32 عامًا.

## مسيرته المبكرة
وُلِد لعائلة بارسية في مومباي، الهند، وهاجر إلى الولايات المتحدة عام 1963 وحصل على الجنسية الأمريكية. انضم إلى شركة نورثروب في نوفمبر 1968، واستمر في العمل هناك حتى أبريل 1986. وبصفته مهندس تصميم، يُقال إن جواديا كان أحد المصممين الرئيسيين لطائرة الشبح بي-2 سبيريت،[بحاجة لمصدر] حيث وضع تصورًا وصمم مفهوم نظام الدفع الكامل للطائرة.

## الاعتقال بتهم تتعلق بالتجسس
في أكتوبر 2005، استجوبته السلطات مرتين، وفُتش منزله في هاواي. وفي وقت لاحق من الشهر نفسه، أُلقي القبض عليه، ووُجهت إليه تهمة نقل معلومات دفاعية سرية إلى جهات غير مصرح لها. ووفقًا للادعاء، فإن المعلومات تتعلق في الغالب بمشروع بي-2، وقد عُرضت على ثماني دول أجنبية على الأقل وثائق تتعلق بتقنية التخفي الخاصة بطائرة بي-2. في إفادة خطية، اعترف جواديا بنقل معلومات سرية، وذكر أنه فعل ذلك "لإثبات مصداقية التكنولوجيا لدى العملاء المحتملين من أجل أعمال مستقبلية". واحتُجز جواديا دون كفالة بعد اعتقاله.
في 26 أكتوبر 2005، ألقي القبض على جواديا ووجهت إليه تهمة واحدة وهي "التواصل عمدًا أو تسليم أو إرسال معلومات تتعلق بالدفاع الوطني إلى شخص غير مؤهل لتلقيها، وهي المعلومات التي يعتقد حاملها أنه يمكن استخدامها لإلحاق الضرر بالولايات المتحدة أو لمصلحة دولة أجنبية" في محكمة مقاطعة الولايات المتحدة لمنطقة هاواي.
في 8 نوفمبر 2006، أصدرت هيئة محلفين اتحادية كبرى في هونولولو لائحة اتهامٍ جديدةٍ تضم 18 تهمةً ضد جواديا. ووفقًا لبيانٍ صحفيٍّ صادر عن وزارة العدل:
تتهم لائحة الاتهام جواديا بـ "تقديم خدمات دفاعية جوهرية لجمهورية الصين الشعبية (PRC) من خلال الموافقة على تصميم، ولاحقًا تصميم، فوهة نظام عادم صاروخ كروز منخفض الرصد قادرة على جعل الصاروخ أقل عرضة للاكتشاف والاعتراض."
تتضمن التهمة الأولى من لائحة الاتهام المعدلة اتهام جواديا بالتآمر لانتهاك قانون مراقبة تصدير الأسلحة من خلال الدخول في اتفاق غير قانوني لتصميم والمساعدة في اختبار فوهة صاروخ كروز الخفي. بينما تتهم التهمة الثانية جواديا بارتكاب الفعل الفعلي المتمثل في تقديم خدمة دفاعية لجمهورية الصين الشعبية دون الحصول أولاً على الموافقة اللازمة لترخيص ذلك من وزارة الخارجية الأمريكية. تصف لائحة الاتهام المعدلة ست رحلات قام بها جواديا إلى جمهورية الصين الشعبية بغرض مناقشة وتصميم واختبار فوهة الصاروخ الخفي، وتذكر اتصالات عبر عناوين بريد إلكتروني سرية بين جواديا وشركاء متآمرين معروفين، أحدهم يُزعم أنه ممثل عن "مكتب الخبراء الأجانب" التابع لجمهورية الصين الشعبية. كما تصف لائحة الاتهام سفر جواديا السري ودخوله إلى البر الرئيسي للصين لمساعدة جمهورية الصين الشعبية في تطوير فوهة العادم الخفية.
تتضمن لائحة الاتهام المعدلة أيضًا ثلاث تهم موجهة إلى جواديا تتعلق بالتواصل المتعمد لمعلومات سرية وطنية دفاعية مع ممثلين عن جمهورية الصين الشعبية بنية استخدامها لصالح جمهورية الصين أو للإضرار بالولايات المتحدة. بالإضافة إلى ذلك، تتهمه لائحة الاتهام بتهمتين أخريين تتعلقان بالتواصل المتعمد لمعلومات سرية وطنية دفاعية قد تُستخدم لصالح جمهورية الصين الشعبية أو للإضرار بالولايات المتحدة مع أشخاص في جمهورية الصين الشعبية غير مخولين بتلقي هذه المعلومات.

واتُّهِمَ جواديا أيضًا بالمساعدة في تصميم تقنية التخفي للصواريخ الصينية، وغسيل الأموال.

## المحاكمة
كان من المقرر أن تُعقد محاكمة جواديا في 10 يوليو 2007، ولكن تم تأجيلها حتى 12 فبراير 2008، بسبب ضرورة قيام وزارة العدل الأمريكية بإجراء تحقيق أمني على محاميه الجديد للسماح له باستخدام معلومات سرية كدليل في المحاكمة. وأفيد لاحقًا أن المحاكمة قد أُجلت حتى أكتوبر 2008، ثم أُجلت مرة أخرى حتى 21 يناير 2009. كما تم تأجيل موعد المحاكمة المقرر في 5 مايو 2009 بهدف تقييم ما إذا كان جواديا صالحًا للمثول أمام المحكمة لأسباب صحية نفسية.
في نوفمبر 2009، حاول خبراء علم النفس لدى محامي الدفاع إثبات أن جواديا يعاني من اضطراب الشخصية النرجسية، لكن قاضي الصلح الأمريكي كيفن إس سي تشانج قال في حكم صدر في وقت متأخر من يوم الجمعة 20 نوفمبر، إن شهادة شاهدي الدفاع - ريتشارد روجرز، أستاذ علم النفس الشرعي بجامعة شمال تكساس، وبابلو ستيوارت، أستاذ الطب النفسي بجامعة كاليفورنيا (سان فرانسيسكو) - لم تكن ذات مصداقية. وقال تشانج إن عدم رغبة المتهم في التشاور بشكل كامل مع محاميه لا يعادل عدم القدرة على القيام بذلك. وأضاف تشانج أن هذه العلاقة الصعبة بين المتهم ومحاميه لا يمكن ولا توفر الأساس لإيجاد المتهم غير كفء. اختارت قاضية المحكمة الجزئية الأمريكية سوزان أوكي مولواي قبول توصية تشانج.
عُقدت محاكمة في عام 2010. وبدأت البيانات الافتتاحية في 12 أبريل 2010. وتضمنت المحاكمة 39 يومًا من الشهادات الفنية في كثير من الأحيان واستمرت ما يقرب من أربعة أشهر. أدلى وكيل القضية في مكتب التحقيقات الفيدرالي، تاتشر مهاجرين، بشهادته لمدة أسابيع. وجرت المرافعات الختامية في 29 يوليو 2010. مثل مساعد المدعي العام الأمريكي كين سورنسون الحكومة في القضية، ومثل محامي الدفاع ديفيد كلاين جوواديا. تداولت هيئة المحلفين لمدة خمسة أيام ونصف قبل إصدار حكم الإدانة في 10 أغسطس 2010. فاز سورنسون، المدعي العام، لاحقًا بجائزة جيه مايكل برادفورد من الرابطة الوطنية للمدعين العامين السابقين للولايات المتحدة عن عمله في القضية.
على الرغم من أن النطق بالحكم كان مقررًا في 22 نوفمبر 2010، وعلى الرغم من أن جواديا كان من الممكن أن يواجه حكمًا بالسجن مدى الحياة، إلا أنه في 24 يناير 2011 حُكم عليه بالسجن لمدة 32 عامًا.
بعد النطق بالحكم، تم نقل جوواديا إلى سجن إيه دي إكس فلورنس، قبل نقله إلى مركز الإصلاح الطبي الفدرالي في سبرينغفيلد عام 2025. ومن المقرر إطلاق سراحه في 1 فبراير 2032.

## روابط خارجية
- خان أمريكا ودخل السجن.. من هو نوشير غواديا مهندس طائرة الشبح؟ على موقع يورونيوز
- بيان صحفي لمكتب التحقيقات الفيدرالي (بالإنجليزية)